# Bisaltes petilus
Bisaltes petilus es una especie de escarabajo longicornio del género Bisaltes, subfamilia Lamiinae. Fue descrita científicamente por Galileo & Martins en 2009.
Se distribuye por Costa Rica y Panamá. Posee una longitud corporal de 7,5-11,2 milímetros. El período de vuelo de esta especie ocurre en los meses de enero, febrero, marzo, agosto y septiembre.